# Gary Young
Pour les articles homonymes, voir Young.
Gary Young, né le 3 mai 1953 à Mamaroneck (État de New York) et mort le 17 août 2023 à Stockton (Californie), est un batteur, auteur-compositeur-interprète américain.

## Biographie
Fils d'un ouvrier dans l'industrie du plastique, Gary Young devient le batteur de Pavement dès la formation du groupe en 1989 par Stephen Malkmus et Scott Kannberg et enregistre avec eux les EP Slay Tracks (1933–1969), Demolition Plot J-7 (1990), et Perfect Sound Forever (1991) ainsi que l'album Slanted and Enchanted (1992). Il apparait encore sur l'EP Watery, Domestic (en) avant de quitter le groupe et de se lancer dans une carrière solo. 
Sous le nom Gary Young's Hospital, il sort trois albums, Hospital, Things We Do for You et The Grey Album. Le clip de sa chanson Plant Man apparait dans l'épisode 5 (Skin Trade) de la série Beavis et Butt-Head.

## Discographie
Avec Pavement
- 1989 - Slay Tracks (1933–1969) (EP)
- 1990 - Demolition Plot J-7 (EP)
- 1991 - Perfect Sound Forever (EP)
- 1992 - Slanted and Enchanted
- 1992 - Watery Domestic (EP)

Sous Gary Young's Hospital
- 1994 - Hospital (album) (en)
- 1998 - Things We Do For You
- 2004 - The Grey Album